# The Magnetic Fields
The Magnetic Fields é uma banda norte-americana fundada e liderada por Stephin Merritt. Merritt é o principal compositor, produtor e vocalista do grupo, bem como frequente multi-instrumentista. The Magnetic Fields é essencialmente um veículo para as composições de Merritt, assim como vários projetos paralelos, incluindo The 6ths, Future Bible Heroes e The Gothic Archies. As letras de Merritt versam frequentemente sobre amor e com papéis de gênero atípicos ou neutros, e são por vezes irônicas, amargas e engraçadas. O nome da banda é uma homenagem ao romance de André Breton/Philippe Soupault, Les Champs Magnétiques.
A banda lançou seu primeiro single "100,000 Fireflies" em 1991. O single era típico da carreira anterior da banda, caracterizada pela instrumentação sintetizada por Merritt, com os vocais principais fornecidos por Susan Anway (e depois pelo próprio Stephin Merritt  a partir de The House of Tomorrow (EP)). Mais tarde, uma banda mais tradicional se materializou; agora é composta por Merritt, Claudia Gonson, Sam Davol e John Woo, com vocais eventuais de Shirley Simms. A obra mais conhecida da banda é o álbum conceitual de três volumes, 69 Love Songs, lançado em 1999. Foi seguido nos anos seguintes por uma trilogia "no-synth": i (2004), Distortion (2008), e Realism (2010). O mais recente álbum da banda, 50 Song Memoir, foi lançado em março de 2017.

## História
A banda começou como projeto de estúdio de Merritt sob o nome de Buffalo Rome. Com a ajuda da amiga Claudia Gonson, que tocou na banda de Merritt, The Zinnias, durante o ensino médio, uma banda ao vivo foi montada em Boston, onde Merritt e Gonson viviam, para interpretar as composições de Merritt. A primeira apresentação ao vivo da banda foi na casa de shows TT the Bear's Place, em Cambridge, Massachusetts, em 1991, onde eles tocaram para uma plateia esparsa que estava esperando para ver o spin-off da Galaxie 500, Magnetophone.
O álbum triplo de 1999, 69 Love Songs, mostrou as habilidades de composição de Merritt e a musicalidade do grupo, demonstrada pelo uso de instrumentos variados como ukulele, banjo, acordeão, violoncelo, bandolim, flauta, xilofone e o marxofone, além de sua configuração habitual, de sintetizadores, guitarras e efeitos. O álbum conta com os vocalistas Shirley Simms, Dudley Klute, LD Beghtol e Gonson, cada um dos quais canta em seis canções, além de vários backing vocals, além de Daniel Handler (que escreveu sob o pseudônimo Lemony Snicket) no acordeão. Christopher Ewen (de Future Bible Heroes) como arranjador/tecladista convidado. A violinista Ida Pearle faz uma breve participação em "Luckiest Guy on the Lower East Side".
Álbuns recentes da banda, i (2004) e Distortion (2008), seguiram a estrutura temática do álbum de 69 Love Songs: Os títulos das músicas em i começam com a letra "I" (ou, no caso de títulos de metade das músicas, o pronome inglês I), enquanto Distortion foi um experimento na combinação de noise music com sua abordagem musical tipicamente não convencional. O encarte afirma que o álbum foi feito sem sintetizadores. De acordo com um artigo: "Para celebrar o lançamento de Distortion, Merritt e The Magnetic Fields tocaram mini-residências em cidades de todo o país, culminando com seis shows na Old Town School of Folk Music de Chicago."
Realism foi lançado em janeiro de 2010, concluindo o que Merritt chamou de trilogia "no-synth" (seguindo i e Distortion). O próximo álbum produzido apresentaria sintetizadores "quase exclusivamente".
Em 2010, o documentário Strange Powers: Stephen Merritt and the Magnetic Fields fez sua estreia em festivais de cinema em todo o mundo. Foi dirigido por Kerthy Fix e Gail O'Hara. Filmado ao longo de um período de 10 anos, aborda a formação da banda, a amizade de Stephin com Claudia Gonson, a produção de vários álbuns e a mudança de Stephin de Nova Iorque para a Califórnia. Ganhou o Prêmio do Grande Júri de Documentário de Longa-Metragem da Outfest 2010.
A banda foi escolhida por Jeff Mangum do Neutral Milk Hotel para realizar uma rara performance em festival no evento All Tomorrow's Parties que ele realizou em março de 2012 em Minehead, Inglaterra.
A banda lançou seu décimo álbum, Love at the Bottom of the Sea em 6 de março de 2012, com aclamação da crítica. Este álbum, por vezes comparado com 69 Love Songs, trouxe de volta o uso de sintetizadores. Merritt disse aos fãs em seu site: "Eu estava muito feliz de estar usando sintetizadores de maneiras que eu não tinha feito antes. A maioria dos sintetizadores no disco não existia quando usamos sintetizadores pela última vez". A música "Andrew in Drag" atraiu muita atenção, sendo executada  em programas como CBS News e All Songs Considered da NPR . Em 2012, a Magnetic Fields comemorou seu novo álbum lançando uma turnê norte-americana e europeia. Começou em 6 de março, a data de lançamento de Love at the Bottom of the Sea, e continuou por dois meses.
Em 2016, foi anunciado que o décimo primeiro álbum de estúdio, 50 Song Memoir, conteria cinquenta músicas, semelhante ao conceito de 69 Love Songs, uma para comemorar cada ano desde que Stephin Merritt nasceu. Foi lançado em março de 2017.
Em 15 de maio de 2020, a banda lançou digitalmente pela Nonesuch Records o álbum Quickies, composto de 28 faixas curtas com menos de 3 minutos de duração. Em 29 de maio, foi lançado o boxset do álbum contendo 5 LPs de 7" e, em 19 de junho, a versão física do álbum em um único CD.

## Membros
Membros oficiais
- Stephin Merritt - violão, ukulele, teclados, harmônio, escaleta, vocais principais
- Claudia Gonson - piano, bateria, percussão, vocais, empresária da banda
- Sam Davol - violoncelo, flauta
- John Woo  - banjo, violão
- Shirley Simms  - auto-harpa, ukulele, vocais

Outros contribuintes
Colaboradores atuais e antigos incluem os cantores Susan Anway, Dudley Klute, Nell Beram e LD Beghtol, bem como os instrumentistas Johny Blood, Quince Marcum, Daniel Handler, Chris Ewen, o engenheiro/produtor Charles Newman e a instrumentista e cantora Pinky Weitzman .

## Discografia
Álbuns de estúdio
- Distant Plastic Trees (1991)
- The Wayward Bus (1992)
- The Charm of the Highway Strip (1994)
- Holiday (1994)
- Get Lost (1995)
- 69 Love Songs (1999)
- i (2004)
- Distortion (2008)
- Realism (2010)
- Love at the Bottom of the Sea (2012)
- 50 Song Memoir (2017)
- Quickies (2020)